# آلبرتو مارکتی
آلبرتو مارکتی (انگلیسی: Alberto Marchetti؛ زادهٔ ۱۶ دسامبر ۱۹۵۴) بازیکن فوتبال اهل ایتالیا است.
از باشگاه‌هایی که در آن بازی کرده‌است می‌توان به باشگاه فوتبال آسکولی، باشگاه فوتبال یوونتوس، باشگاه فوتبال اودینزه، باشگاه فوتبال کالیاری، باشگاه فوتبال نووارا، و باشگاه فوتبال اتلتیکو آرتزو اشاره کرد.